# Беспорядки в Албине (2009)
Беспорядки в Албине произошли 24-25 декабря 2009 года, когда мароны напали на бразильских, китайских, колумбийских и перуанских золотоискателей. Массовые погромы начались из-за распространения информации, что золотоискатель, якобы бразильской национальности, убил местного жителя (на самом деле другого своего земляка).
Местная полиция подтвердила гибель одного человека, однако, по информации бразильского католического священника Жозе Вержилиу, помогавшего пострадавшим, в результате конфликта погибло семь человек, были сожжены машины и дома, китайские магазины были разграблены.
В ходе беспорядков получили ранения 24 человека. Пострадавшие были доставлены в военный госпиталь, в то время как бразильцы, проживающие в Албине, были отправлены в Парамарибо. Бразильцы и китайцы, проживающие в этом регионе, были эвакуированы. По словам очевидцев, без вести пропало 17 человек.
27 декабря 2009 года бразильское правительство направило дипломатическую миссию для эвакуации бразильцев. В тот же день на самолете бразильских ВВС в страну вернулось пять человек. На следующий день самолёт, вместимостью в сорок человек, был отправлен в Албину. В целях восстановления контроля над Албиной, правительство Суринама приняло решение ввести войска в город. 28 декабря было арестовано 35 человек, участвовавших в беспорядках.

## Предыстория
В Албине, городе-базе для золотоискателей, помимо суринамцев проживали граждане соседней Французской Гвианы, КНР и Бразилии
Численность бразильцев-золотоискателей в городе варьировалась между 15000 и 18000 человек, что составляло около 4% от общей численности населения Суринама, большинство из которых проживают в стране нелегально. Большинство из них составляют беднейшие слои бразильского населения и являются выходцами из Северо-Восточного региона Бразилии.